# Żabieniec (Kędzierzyn-Koźle)
Żabieniec (wg TERYT Żabiniec) – część miasta Kędzierzyna-Koźla, wchodząca w skład osiedla administracyjnego Kłodnica (województwo opolskie).
Dawniej folwark, 30 października 1975 włączony wraz z Kłodnicą do miasta Kędzierzyna, przemianowanego 3 listopada 1975 na Kędzierzyn-Koźle.

## Historia
W latach 1933-1937 władze niemieckie przeprowadziły na Śląsku Opolskim szereg zmian nazw geograficznych z polskich na niemieckie. Z tego powodu w 1934 folwark Żabieniec (Zabinietz) zmienił nazwę na Waldfrieden.
W dniu 31 stycznia 1945 Armia Czerwona zajęła Żabieniec. 21 marca 1945 rozpoczęło się przejmowanie od Armii Czerwonej obiektów gospodarczych w powiecie kozielskim.

## Komunikacja
Miejski Zakład Komunikacyjny w Kędzierzynie-Koźlu ma na Żabieńcu 3 przystanki autobusowe: Jagiellońska, Sklep i Leśna.
Kursują tutaj autobusy linii: 4 i 14 oraz jeden wieczorny kurs linii 2.